# Шенк Конрад фон Лимпург
Шенк Конрад фон Лимпург (на немски: Schenk Konrad von Limpurg; Konrad I von Schüpf Schenk von Limpurg; * пр. 1249, вероятно в замък Лимпург при Швебиш Хал; † сл. 1286 /24 юни 1287, вероятно в замък Билрит при Швебиш Хал) е немски минезингер.

## Биография
Той е по-малкият син на Валтер I Шенк фон Шупф-Лимпург († 1249) и съпругата му Агнес вер. фон Хелфенщайн. Внук е на Валтер Шенк фон Шупф († сл. 1218) и Ирментруда фон Боланден († 1256).
Баща му е в свитата на крал Хайнрих VII и съветник на Конрад IV. Преди 1230 г. Валтер I построява замък Лимпург при Швебиш Хал на получения от съпругата му като зестра терен и започва да се нарича фон Лимпург. Брат е на Валтер II Шенк фон Лимпург († ок. 1283), женен за Елзабет фон Варберг. († 1287).
Конрад Шенк фон Лимпург е споменат за пръв път през 1255 г. Заедно с брат си Валтер II той е при конфликта между Щауфените и папата на страната на Щауфените. Двамата са през октомври 1266 г. в Аугсбург, когато херцог Конрадин от Швабия подготвя своя поход до Рим. Конрад го придружава в Италия. През 1267 г. той е в Пиза в неговата свита. Вероятно участва в пагубната за Конрадин битка при Талякоцо на 23 август 1268 г., но има щастието да се върне обратно в родината си.
Конрад Шенк живее през 1286 г. в замък Билрит над Бюлертал при Швебиш Хал, който се намира в наследството на майка му. Той не се жени и няма деца.
Шенк Конрад фон Лимпург вероятно е идентичен с показания в Манеския кодекс „Шенке фон Лимпург“. В ръкописа са показани шест от неговите песни.